# Kühn Szaniszló
Kühn Szaniszló (Szombathely 1895. február 7. – Pannonhalma, 1970. április 19.) ciszterci szerzetes, pedagógus.

## Tevékenysége
A ciszterci rendbe 1913. augusztus 14-én lépett be. 1918. július 16-án szentelték áldozópappá. 1918-1919-ben apáti jegyző és szertartó volt Zircen. 1919-21 között a budapesti Szent Imre Gimnáziumban tanított. 1921-22-ben Pécsett tartózkodott, majd visszakerült Zircre, 1922-1923-ban novíciusmester és apáti szertartó volt. 1923-35 között újra a Szent Imre Gimnáziumban tanított. 1935-ben ismét Pécsre helyezték, ahol a Nagy Lajos Gimnázium igazgatója és a pécsi rendház házfőnöke lett egészen 1950-ig. Az államosítás után 1969-ig a budapesti Szent Imre plébánia irodavezetőjeként dolgozott, majd nyugalomba vonult.